# 아차모
| 번호: 255 | 타입: 불꽃 | 진화전: 없음 | 진화후: 영치코 |

《아차모》(アチャモ 아챠모[*], 영어: Torchic)는 포켓몬스터 시리즈에 등장하는 가공의 캐릭터(몬스터)이다. 풋내기 포켓몬이다.

## 애니메이션에서의 아차모
포켓몬스터 AG에서 봄이가 아차모를 선택한다. 몬스터볼에서 나오면 무조건 돌진한다. 레벨16에서 영치코로 진화하고 36에서 번치코로 진화한다.

## 영치코
영치코(ワカシャモ 와카샤모[*], 영어: Combusken)의 분류는 꼬마닭 포켓몬이다. 봄이의 번치코가 아차모 때일때는 가재군에게 밥을 빼앗겼지만 영치코가 되고는 오히려 빼앗았다.

## 번치코
번치코(バシャーモ 바샤모[*], 영어: Blaziken)의 분류는 맹화포켓몬이다.
《포켓몬스터 X·Y》에서 메가진화가 가능한 포켓몬이 되었으며 《포켓몬스터 오메가루비·알파사파이어》에서도 등장한다.
《포켓몬스터》267화에서 한웅의 포켓몬으로 첫 등장. 성화의 앞을 가로막고 있던 포푸니를 물리친다. 그 후 273화의 성도리그에서 리자몽을 쓰러뜨리고 지우를 이긴다. 그러나 피로가 너무 쌓여 준결승 토너먼트에는 출전하지 못했고 한웅이 진다.
《포켓몬스터 AG》190화에서 봄이의 영치코가 진화. 지우의 나무킹과 승부에서 무승부를 거두어 지우와 봄이는 리본을 반씩 나눠가진다. 그리고 봄이의 번치코는 성별이 암컷이나 한국판과 일본판 둘다 성우가 남자이다. 다만 아차모와 영치코는 한국판과 일본판 둘다 성우가 모두 여자이다.
《포켓몬스터 DP》76화에서 재등장. 빛나의 팽도리와 태그를 이뤄 상대편의 키링키, 흔들풍손을 제압한다.
《포켓몬스터 XY》1화에서 메가진화한 번치코를 지우가 목격한다. 2화에서는 프리즘 타워에서 떨어지는 피카츄와 지우를 메가 번치코가 구해주었으며, 이때 메가 번치코의 트레이너는 번치코마스크를 쓰고 있었다. 10화에서는 로켓단의 메카 나옹을 부수기도 하였다. 트레이너는 시트론과 유리카의 아버지임이 밝혀졌다.
《포켓몬스터 XY》31화에서 루카리오나이트를 수호하는 포켓몬으로 등장한다. 그러나 코르니가 메가스톤을 얻기 위해 루카리오로 시합을 하여 승리를 거두었지만 마무리 직전에 코르니의 할아버지이자 메가진화 아저씨인 콘콤부르가 나타나서 시련을 통과했다며 번치코를 자신의 몬스터볼 안에 들여보냈다.
만화 《포켓몬스터 스페셜》에서 사파이어의 포켓몬으로 등장한다.
포켓몬스터 W에서 자신의 진화 전모습의 아차모 만쥬를 눈물을 흘리면서 꽁꽁싸매서 차마 먹지 못하고 데려가면서 많이먹기 콘테스트를 포기한다. 이름은 카이저였고 트레이너 역시 번치코와 비슷한 복장을 하고 있었다.

## 같이 보기
- 포켓몬스터
- 포켓몬의 목록
- 영치코
- 번치코
- 메가번치코